# جبال الندره
جبال الندره بفتح النون هي جزء من سلسلة جبال السروات وتقع بين وادي العياب و وادي شوان وشمال شرق جبل شمنصير .

## تضاريسه
جبال الندره صخورها نارية توجد بها نقوش قديمة لم يقم أحد بالبحث عن تاريخها أو إلى أي العصور تعود، ولكن يعتقد أنها من العصور القديمة جداً توجد هذه النقوش في أماكن عديدة بعضها يحتوي على رسوم لبعض الحيوانات والأسلحة والبعض الآخر يحوي علامات ورموز لا يستطيع الشخص العادي فهمها. تنحدر من جبال الندره العديد من الأودية والشعاب بعضها يصب في وادي العياب والبعض الآخر يصب في وادي شوان.

## الاودية والشعاب
هناك العديد من الاودية والشعاب التي تنحدر من جبال الندره منها:
- وادي صايف
- وادي الناصفه
- ام سريحه
- النبيعه
- اللغيب